# 牛脂
牛脂（英語：tallow），又稱牛油脂、牛油、牛脂肪、牛朥，指的是来自牛肉脂肪组织的食用脂肪。室温下为白色或浅黄色的固体，可以室温放置一段时间而不变质。
可以用来烹调，是主要的食用油種之一。麦当劳公司早期炸薯條使用的是93%牛脂和7%棉籽油的混合油，但1990年起已改用棕櫚油；传统的麻辣火锅底料也要用到牛脂。亦用於工业製品使用，例如润滑油、肥皂以及制作蜡烛的原料。過去在春秋時期曾以牛脂當基質作為男性化妝品。